# Tilopteridales
A Tilopteridales a barnamoszatok (Phaeophyceae) egyik kládja.
Különböző nemzedékváltakozású algák tartoznak ide. Például a Saccorhiza polyschides sporofitonja hínárszerű, gametofitonja fonalas, a Cutleria multifida összetettebb kétfelé ágazó gametofitonnal és kéregalkotó sporofitonnal rendelkezik, a Zanardinia typus nemzedékváltakozása izomorf, a Tilopteris mertensii csak diploid fázissal rendelkezik.

## Történet
Típuscsaládját, a Tilopteridaceaet 1890-ben írta le Kjellman, míg magát a rendet 1907-ben írta le Bessey. A Haplospora teljes életciklusát először 1985-ben írták le Kuhlenkamp és Müller, mely különösen egyszerűnek, de a Tilopterisénél összetettebbnek bizonyult.
Sorolták többek közt a Laminarialesbe, az Ectocarpalesbe, a Dictyosiphonalesbe stb. A Tilopteridalesnek kétféle meghatározása volt: szűkebb értelmében csak a Haplospora és a Tilopteris tartoztak ide (vagyis egyetlen családja a Tilopteridaceae), tágabb értelmében azonban a Dictyosiphonales is ide tartozik. 2001-ben Sasaki et al. kimutatták, hogy a Laminariales testvércsoportjának tagja.
A Haplospora globosa életciklusa egy szakaszát korábban Scaphospora speciosa néven írták le.

## Morfológia
Hajtása többágú, a merisztéma, melyen nő, trichotallikus. Sejtjei elszórt kloroplasztiszaiban nincs pirenoid.
A Tilopteris mertensii tojás- vagy spóraszerű szaporítósejtekkel és anterídiumokkal is rendelkezik. Oogóniumai és petesejtjei átmérője 60 μm, mindkettő egymagvú. Ennek és a Haplosporának anterídiumkamrái akár 50 μm-esek is lehetnek, helyzetük bazális.

## Életciklus

### Általános
Legtöbb faja oogám, példányai rövid életűek: a Saccorhiza polyschides sporofitonja általában 12–18 hónapig él, és a Phyllariopsis purpurascens 1 éves szárai és gyökerei se nőnek a megjelenés utáni évben,:226 szemben az általában sok évig élő Laminarialesszel. Gyors növekedése és magas termelékenysége miatt opportunista pionírfaj lehet.
Legtöbb faja haplodiploid, vagyis haploid gameto- és diploid sporofitonok váltakoznak.
Egyes fajok, például a Phyllariopsis purpurascens gameto- és kis sporofitonjai áttelelése magyarázhatja az éves ciklusukat.:228

### Egyszerűsödött életciklusok
Egyes fajai életciklusa az általánostól eltér, például a Haplospora globosa sporofitonjai kétszer annyi DNS-t tartalmaznak azonos kromoszómaszámmal, mint gametofitonjai, petesejtjei négymagvú spórákat képző sporofitonná fejlődnek, mely spórák átlagosan mintegy 90%-ban sporofitonokká fejlődnek.:306 A Tilopteris mertensii életciklusa azonos morfológiájú nemzetségekből áll, petesejtjei másodpercektől percekig terjedő idő alatt szabadulnak fel, e folyamatban az oogóniumban lévő nyálka is fontos.:306 Az anterídiumok tenyészeti körülményektől függetlenek, ezek, a hímivarsejtek és felszabadulásuk a Haplosporáéhoz hasonlítanak, de a Tilopteris-ivarsejtek aktívabbak. A Tilopteris petesejtjei megtermékenyítetlenül is fejlődnek: 7–10 órával felszabadulásuk után sejtfalat bocsátanak ki, 1 nap után hajtást és gyökeret hoznak létre, majd magosztódás és további sejtfalelválasztás történik. Az első fal egyoldalú fényre merőleges. A fiatal algák negatívan fototrop gyökérből és pozitívan fototrop hajtásból állnak.:309 A Tilopteris nem bocsát ki 8–11 szénatomos alként, melyek gyakori barnamoszat-feromonok, míg a Haplospora jelentős mennyiségű ektokarpént és hormoszirént bocsát ki.:310
Kuhlenkamp és Müller 1985-ben a Haplospora és a Tilopteris életciklusát a legtöbb Tilopteridales-fajhoz képest levezetettnek tekinti több okból is::310
- a sporofitonok sporangiumkezdete meiózisa hiányos, kromoszómaszámuk nem csökken
- a Haplospora gametofitonja rendelkezik anterídiummal és oogóniummal, míg a Tilopteris csak anterídiummal
- a hormoszirén kiemeli az oogóniumok és a petesejtek ivarosságát, de megtalálható a Haplospora sporofitonjaiban és a Dictyopteris vegetatív hajtásaiban
- a megtermékenyítés, így az anterídiumok és a hímivarsejtek funkciója a Haplospora gametofitonjában megszűnt, és partenogenetikus petesejtfejlődés váltotta fel
- a kvázimeiotikus spórafejlődés a sejtdifferenciáció változásával függhet össze az Ectocarpus siliculosushoz hasonlóan
- a Haplospora 50 és a Tilopteris 62 kromoszómája a legtöbb barnamoszat diploid állapotának felel meg, vagyis előbbi sporangiumaiban nincs kromoszómaszám-csökkenés, így a gametofitonok apomeiózissal alakulnak ki

A Tilopteris ivarossága tovább egyszerűsödött: csak anterídiuma van, oogóniuma nincs; sporofitonja gyakorlatilag megszűnt. Ez alapján Kuhlenkamp és Müller szerint az anterídiumok is megszűnhetnek.

## Ökológia
A Laminarialeshez, a Fucaleshez, a Desmarestialeshez és az Ectocarpaleshez hasonlóan tengeri erdőket alkothat.

## Fordítás
Ez a szócikk részben vagy egészben  a   Tilopteridales című angol Wikipédia-szócikk ezen változatának fordításán alapul.  Az eredeti cikk szerkesztőit annak laptörténete sorolja fel. Ez a jelzés csupán a megfogalmazás eredetét és a szerzői jogokat jelzi, nem szolgál a cikkben szereplő információk forrásmegjelöléseként.